# Guido Tarlati
Guido Tarlati da Pietramala (* in Arezzo, (AR); † 21. Oktober 1327 ebenda) war ein italienischer Bischof.

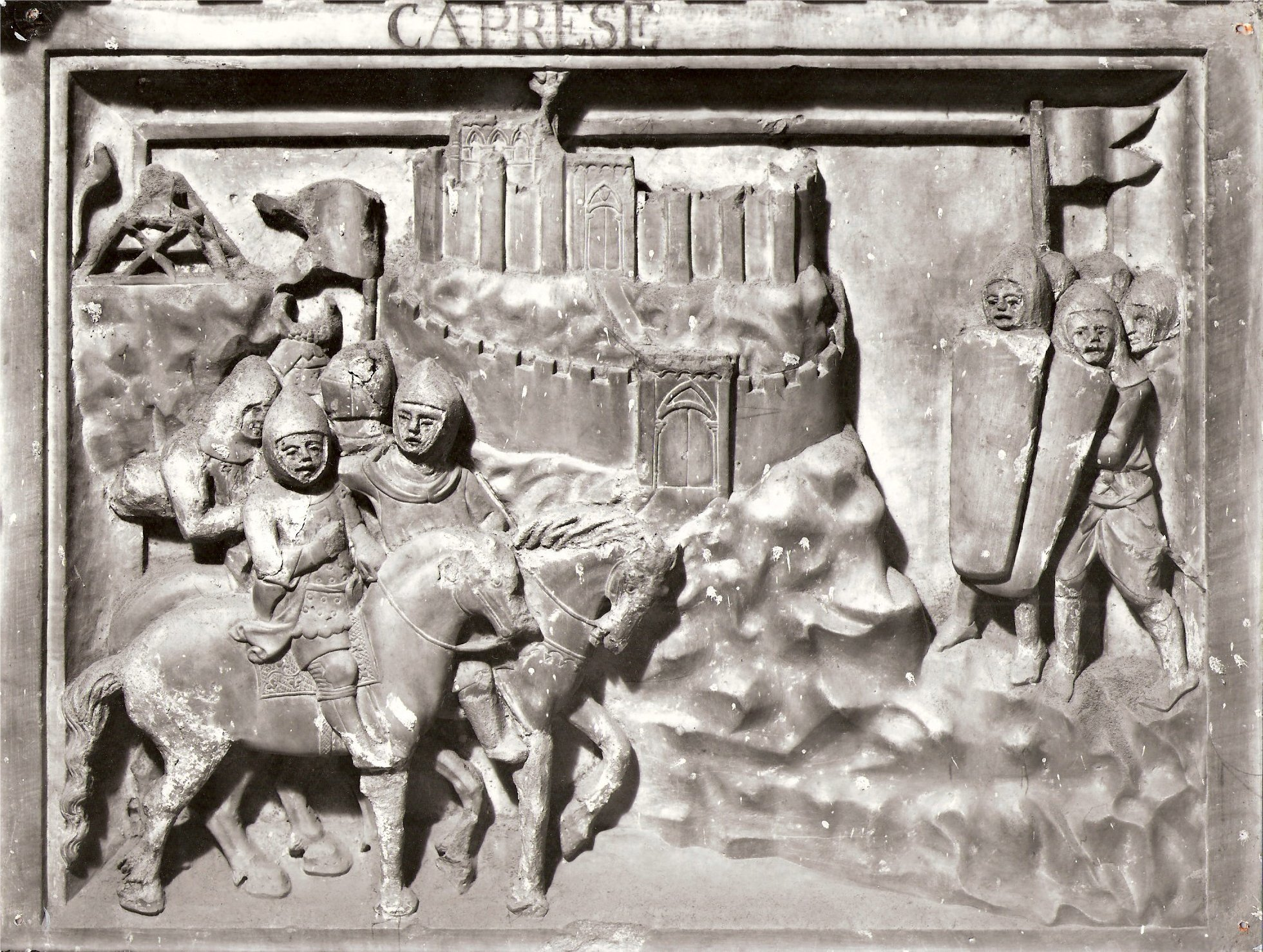
Detail der Grabstätte von Guido Tarlati im Dom von Arezzo

## Leben
Guido Tarlati war der einundsechzigste Bischof und gleichzeitig Stadtherr oder Erster Herr von Arezzo. Er entstammte der ghibellinischen Familie der Tarlati aus Pietramala, heute ein Ortsteil von Firenzuola, und war der Sohn von Angelo Tarlati. Seine Mutter entstammte der Familie der Frescobaldi, seine Brüder waren Piero Tarlati da Pietramala, Saccone genannt (1261–1356), und Delfo Tarlati. Die Familie wurde erstmals um 1110 erwähnt und bzw. er und/oder seine Brüder besaßen kurzzeitig mehrere Besitztümer in der Provinz Arezzo, wie z. B. Talla (1314 bis 1327), Chitignano (ab 1325) und Sansepolcro (1321 bis 1335).
Er wurde 1312 in Avignon von Papst Clemens V. geweiht und gehörte zum Benediktinerorden der Olivetaner. 1320 beauftragte er Pietro Lorenzetti mit dem Polyptychon der Kirche Santa Maria della Pieve in Arezzo.
Zum Stadtherren von Arezzo auf Lebenszeit (Signore della Città a vita) wurde er 1321 ernannt. In dieser Funktion konsolidierte er den Haushalt und führte die Stadt zu einer kurzen wirtschaftlichen Blütezeit. Er verstärkte danach die Stadtmauern und bemühte sich um die Aussöhnung der Ghibellinen und Guelfen in der Stadt und versuchte die direkte Konfrontation mit Siena und Florenz zu vermeiden. Dabei unterstützte er die Feinde von Florenz wie Uguccione della Faggiola in der Schlacht bei Montecatini sowie Castruccio Castracani in der Schlacht von Altopascio. Zu der guelfischen Familie der Guidi di Romena aus Pratovecchio hatte er eine ablehnende Haltung und ließ mehrere Burgen dieser erobern, wie z. B. die Festung von Caprese Michelangelo 1324.
Seit 1323 befürwortete er mit Unterstützung von Francesco I Ordelaffi aus Forlì eine expansionistische Politik und eroberte u. a. Città di Castello und ließ am 11. Mai 1325 Monte San Savino zerstören. Das gleiche Schicksal ereilte den Ort Laterina 1326.
Der Legat um Johannes XXII. eröffnete daraufhin am 30. August 1326 in Florenz den Prozess gegen Castruccio Castracani und gegen Guido Tarlati, der bereits am 17. April 1326 durch den Papst und das Konsistorium in Avignon seines Amts enthoben worden war, sich jedoch dem Papst widersetzte und die kaiserliche Sache weiter unterstützte. Das Urteil, das die beiden Angeklagten exkommunizierte und aller ihrer Ämter enthob, wurde in Florenz in Gegenwart Karls auf dem Platz von Santa Croce verkündet. Als neuer Bischof von Arezzo wurde bereits 1325 Boso Ubertini aus der rivalisierenden und pro-fiorentinischen aretiner Familie der Ubertini ernannt, den Tarlati die Stadt aber nicht betreten ließ. Kurz vor seinem Tod erbat er den Papst um Vergebung.

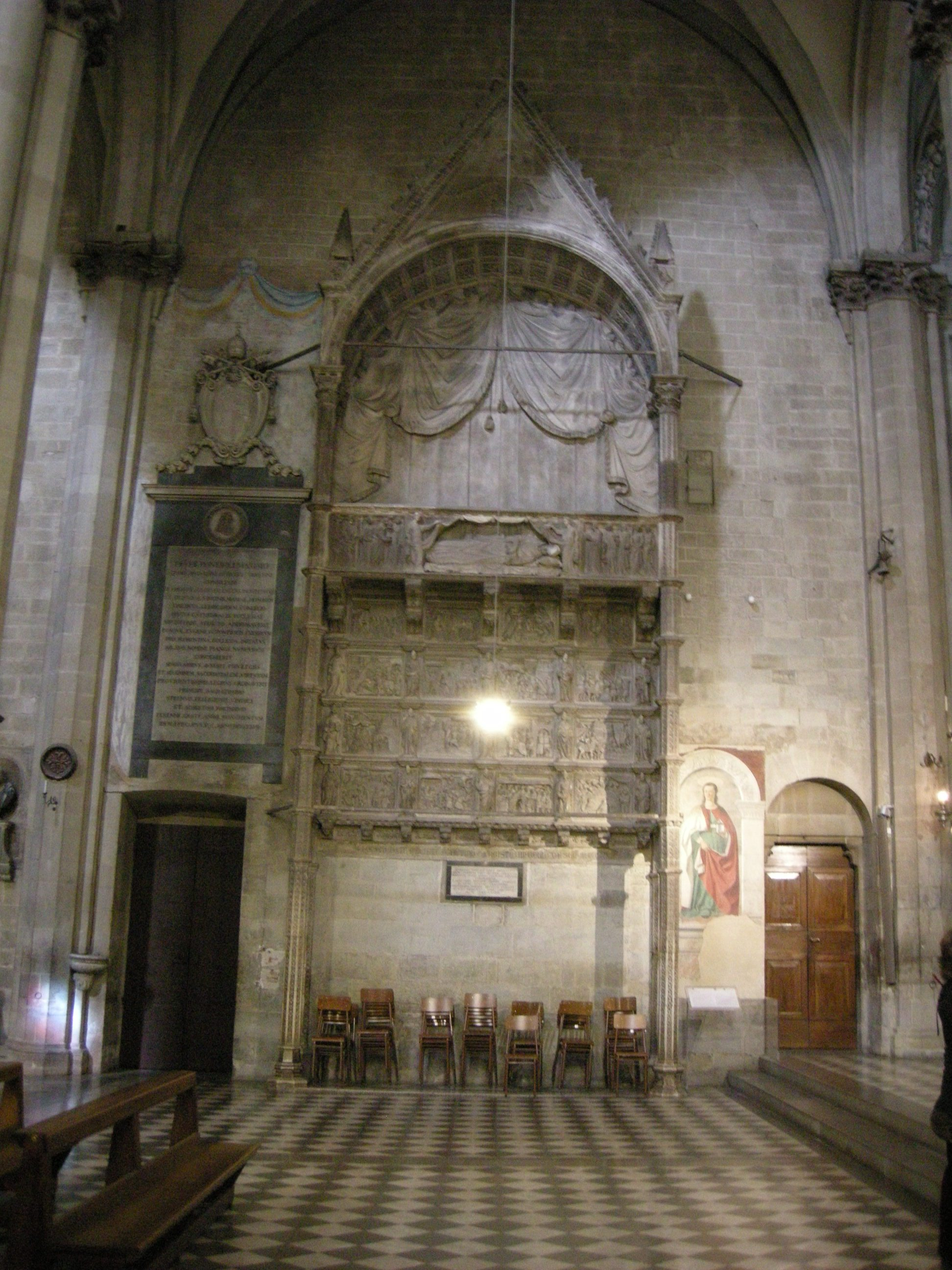
Baldachingrab in der Kathedrale von Arezzo

Guido Tarlati wurde in der Kathedrale von Arezzo bestattet, die Grabstätte wurde 1330 von seinen Brüdern Delfo und Pier Saccone in Auftrag gegeben und von Agostino di Giovanni und Agnolo di Ventura gestaltet.